# 捷爾任斯克兵工廠足球會
捷爾任斯克兵工廠（FC Arsenal Dzerzhinsk）是一支位於白俄羅斯明斯克州捷爾任斯克的職業足球隊，目前參加白俄羅斯足球超級聯賽。成立於2019年，同年加入白俄羅斯乙組聯賽。他們在首個賽季就贏得乙組聯賽冠軍，並在2020年首次亮相白俄羅斯甲組聯賽，翌年更奪得甲組聯賽冠軍，成立三年內升上頂級聯賽。

## 球會榮譽
- 白俄羅斯足球甲級聯賽

 冠軍 (5)：2021
- 白俄羅斯足球乙級聯賽

 冠軍 (5)： 2019

## 外部鏈接
- 捷爾任斯克兵工廠足球會的VKontakte專頁